# 음편
음편(일본어: 音便 온빈[*])이란, 일본어의 역사상에서 발음의 편의에 따라서 어중·어말에서 일어난 연음변화를 말한다. 국어사, 음운론, 형태론적으로 다양한 표현을 포함하고 있다.
또한, 본 항목에서는 아래와 같은 쓰는 법에 따라서 해설하고 있다.
- 용례에서는 음편화를 발생한 음을  고딕체로 나타냈다. 또, 후속음이 탁음화한 경우, 합해서 고딕체로 했다.
- 현대에서는 사용하지 않는 역사상의 예에서는 †을, 표준어에서는 사용되지 않는 방언 상의 예에서는 ‡을 붙였다.
- 동사 등의 활용의 종류는 필요에 응해서 “표준적인 현대 문법상의 활용종류명(고전문법상의 활용종류명)”의 형태로 표현하고 있다.
- 이른바 음표문자를 사용하는 경우, 역사상의 순음적인 ハ행음 ɸ은 h로 표기하고 있다.

## 개요
음편이란, 단어 중의 1음절이 다른 음에 변화하는 현상이다.
변화후의 음이 “ウ”, “イ”, “ン”, “ッ”인 것을, 각각 ウ음편, イ음편, 발음편, 촉음편이라고 부르고 있다. 어두에 나타내는 것은 없고, 어중 또는 동사나 형용사의 활용어미에서만 일어난다. 음편화가 발생해도, 모라의 길이는 보존된다.
각 음편의 성질로, 아래와 같은 사항을 들 수가 있다.
- ウ음편과 발음편과는 서로 친화적인 관계에 있다. 즉, ウ음편을 발생하는 환경에서는 동시에 발음편형도 보이는 것이 비교적 많으며, 역도 또한 그렇다. 마찬가지로 イ음편과 촉음편도 서로 친화적이다.
- ウ음편, 발음편을 발생하는 것은 イ단, ウ단의 음이 많다. 탁음형(아래 참고)에서는 “ミ”, “ビ”, “ム” 등이 특히 많다. ア단, エ단, オ단의 예도 소수이지만, 변칙적인 것이 많다.
- イ음편, 촉음편은 오로지 イ단음에서 발생하는 현상이다.

### “탁음편”의 음편
비음(マ행음, ナ행음)이나 비음과 친화적인 음(バ행음, ガ행음)이 음편화하는 경우는 후속음의 강제적인 탁음화를 동반한다.
아래의 문장 중에서는 이러한 타입의 음편을 편의상 “탁음형”이라고 부르고 있다.

## 역사
역사적으로는 각 음편 모두 헤이안 시대 초기에서 음편화의 예가 있다. 일설에 음편이 생긴 배경에는, 대량으로 유입한 한자음의 영향이 강하다고 한다.
모든 음편이 일제히 시작될 리는 없고, 음편의 형태, 음형에 따라서 출현시기에는 전후가 있지만, 원정기 경에는 현재 알려져있는 음편의 대부분이 모두 나오고 있다고 판단된다.
ウ음편, イ음편은 널리 사용됐지만 발음편, 촉음편은 한문의 훈독이나 한어에서의 사용이 중심이였다. 또, 와카에 있어서는 음편이 사용되 예는 거의 눈에 띄지 않았다.

## 출현하는 곳에 따른 분류

### 활용어미에 나타나는 음편

#### 동사의 활용형＋‘て’, ‘た’ 등
‘読んで’ ‘読んだ’ ‘読んだら’ ‘読んだり’와 같이 5단동사(4단동사, ラ변동사, ナ변동사)의 연용형이 어말에 “て”, ‘’ た(< たり < て-あり)’, ‘たら’, 열거의 ‘'たり’를 취할 때에 일어나는 변화. ※아래의 용례에서는, 번잡을 피하기 때문에 ‘て’의 케이스만 나타내고 있다.
어간 자음의 어종에 따라서 발음편, イ음편, 촉음편의 어느쪽이든 일어나며, 방언에서는 ウ음편이 되는 경우도 있다.
아래의 문장 중에서는 편의상 이 종류의 음편을 ‘동사의 접속형’이라고 부른다.

#### 형용사의 연체형 · 종지형
형용사#일본어의 형용사의 연체형의 어미는 원래 “-き”, “-しき”의 형태였지만, ‘高き → 高い’, ‘久しき → 久しい’와 같이 k 음의 탈락을 해서 음편화했다. 또한, 종지형은 원래 “-し”였지만, 그 후 통사의 단순화에 의해서, 연체형 “-い”로 바뀌지 않은 형태를 채용하기에 이르렀다.

#### 형용사의 연용형
형용사의 연용형에서도 ‘‡高く → 高う’ ‘‡久しく → 久しう’처럼 k음을 탈락시키는 형태가 있으며, 이것도 ウ음편이라고 불리고 있다. 헤이안 시대 중기 경부터 중앙(교토)에사는 한창 사용되며, 오늘날에도 서일본에서는 넓기 사용되는 형태이다.
간토 · 도호코 등의 방언에서는 본래 이 형태는 사용하지 않지만, 도쿄산수방언 및 표준어에서는 경어 체계에 있어서 긴키지방의 강한 영향을 받았기 때문에, ‘美しゅうございます’ ‘うれしゅう存じます’와 같이 ‘ございます’ ‘存じます’에 접속할 경우에 한해서 ウ음편을 사용한다. ‘辛うじて’ ‘全うする’ 등, 고정된 형태에서 표준어에 들어가며, 넓게 사용되고 있는 어휘도 있다. 그 이외의 표준어에 없는 ウ음편에 대해서도 일상생활이나 텔레비전을 통해서 대부분의 일본인에게는 이미 귀에 익은 표현이 되고 있다.

#### 형용사의 ‘~かった’ 등
형용사의 과거표현 ‘高かった’, 가정표현 ‘高かったら’, 열거표현 ‘高かったり’ 등의 형태도 촉음편 유래이다. 자세하게는 촉음편의 문단을 참조.

### 그 외의 음편
활용어미가 아닌, 명사, 동사, 형용사, 부사 등의 이른바 어간 중에서도 음편은 다수 발생하고 있다. 활용어미의 음편과는 다르며, 이러한 음편은 반드시 후속음을 필요로 하며, 어말에 표현되는 것은 없다.

## 소리 형태상의 분류와 용례

### ウ음편
“ウ”음에 변화하는 음편을 ウ음편(ウ音便)이라고 한다.
ウ음편화의 결과 생긴 이중모음은 그 후의 음편화를 넘어서, 현대어에서는 직음화하고 있는 것이 보통이다.

#### 탁음형의 ウ음편
- 香-美し→香ばしい: カグハシ → カウバシ → コーバシイ[7]
- 日向: ヒムカ → ヒウガ → ヒューガ
- 髪-掻き→笄: カミカキ → カウガイ → コーガイ “”[8]
- 中-人→仲人: ナカビト → ナカウド → ナコード
- 醸し→麹: カモシ → カウジ → コージ

방언으로 주코쿠 지방, 시코쿠, 규슈의 일부, 광언의 자막 등에서는 マ행 · バ행의 5단동사(4단동사)의 テ · タ형에도 마찬가지인 음편이 보이는 지역이 있다.
- ‡ 読み-て: ヨミテ → ヨウデ → ヨーデ
- ‡ 呼び-て: ヨビテ → ヨウデ → ヨーデ

#### ハ행, カ행 등의 ウ음편
후속음의 탁음화를 따르지 않는 예시. 산발적으로 몇가지의 예시가 보인다.
- 白-人→素人: シロヒト → シロウト → シロート
- 箒き→箒: ハハキ → ハウキ[9]

방언에서는 서일본의 대부분 지역에서 ワ행 5단동사(ハ행 4단동사)의 テ · タ형, 및 형용상의 연용형에서 ウ음편이 넓게 사용되고 있다.
- ‡ 言ひ-て→言うて: イヒテ → イウテ → ユーテ
- ‡ 早く→早う: ハヤク → ハヤウ → ハヨー
- ‡ 久しく→ 久しゅう: ヒサシク → ヒサシウ → ヒサシュー

또 위의 “言うて”와 같은 현상이, ワ행 5단동사의 극히 일부에 한해서 표준어에도 정착하고 있다.
ワ행 5단동사의 テ · タ형은 표준어에서 대부분의 경우에는 촉음화의 형태를 취하지만, 그 중에서도 “問う” “請う”에 대해서는 촉음편화(“*問って” “*請って”)를 보이는 것은 거의 없다고 해도 좋다.
- 問ひ-て→問うて: トヒテ → トウテ → トーテ
- 請ひ-て→請うて: コヒテ → コウテ → コーテ
- 厭ひ-て→厭うて: イトヒテ → イトウテ → イトーテ

또한, “言ふ: イフ → イウ”와 같은  “フ → ウ”의 변화는 보통 ウ음편이라고는 불리지 않는다. 이것은 ハ행전호라고 불리기보다 원리로 설명해버릴 수 있기 때문이다.

### 발음편
“ン”음으로 변화하는 음편을 발음편(撥音便)이라고 한다.
발음편은 어말에 위치하지는 않으며 반드시 후속음을 필요로 한다.
또한, “ん”의 글자가 설명되고 보급한 것은 근세 이후이며, 따라서, 그 이전의 문헌에서 발음편이 나타나는 경우는 “む”라고 표기시킬지, 혹은 무시해서 쓰이고 있는 것에 주의가 필요하다. “ひむかし→ヒンガシ” “ふむた→フンダ” “はへなり→ハベンナリ” “さへきなめり→サンベキナンメリ” 등.

#### 탁음형의 발음편
- 香-美し→芳しい: カグハシ → カンバシ → カンバシイ[7]
- 日-向か-し→東: ヒムカシ → ヒンガシ → ヒガシ
- 髪-挿し→簪: カミサシ → カンザシ
- 商人: アキビト → アキンド
- 文-板→札: フミイタ → フミタ → フンダ → フダ
- 踏み-つける→踏んづける: フミツケル → フンヅケル
- 仮-名: カリナ → カンナ → カナ

テ · タ형에서는 マ행, バ행의 5단동사(4단동사) 및 ナ행 5단동사(ナ변동사)에서 생겼다.
- 読み-て→読んで: ヨミテ → ヨンデ
- 呼び-て→呼んで: ヨビテ → ヨンデ
- 死に-て→死んで: シニテ → シンデ

또, 예전에는 “†従ひ-て→シタガンデ”와 같은 ハ행 4단의 발음편의 예도 알려지고 있다.

#### 역사상의 ラ행의 발음편
역사상으로는 ラ변동사 “あり” “はべり”나 “あり”에 유래하는 형용사 · 형용동사의 カリ활용 · ナリ활용 후에 조동사 “めり” “なり” “べし” 등이 왔을 때, 발음편이 일어나는 것이 있었다. “†侍る-なり → ハベンナリ” “†盛りなり → サカンナリ” “†しかる-なり → シカンナリ” “†さる-べき-なる-めり → サンベキナンメリ” 등.
또, “†終はり-ぬる → ヲハンヌル” “†去り-ぬ → サンヌ”와 같은 “4단동사＋ぬ”의 예도 있었다.

### イ음편
“イ”음에 변화하는 음편을音 イ음편(イ音便)이라고 한다.
표준어에서는 カ행, ガ행(즉, “キ” “ギ”)에서 생긴다. ガ행의 경우에는 후속음의 탁음화를 동반하고 있다.
- 衝き-立て→ついたて: ツキタテ → ツイタテ
- 月-立ち→朔日: ツキタチ → ツイタチ
- 埼玉: サキタマ → サイタマ

5단동사(4단동사)의 テ · タ형에 나타나는 것 외에, 형용사의 연체형 · 종지형에도 나타난다.
- 咲き-て→咲いて: サキテ → サイテ
- 急ぎ-て→急いで: イソギテ → イソイデ
- 高き: タカキ → タカイ
- 久しき: ヒサシキ → ヒサシイ

방언으로 주부 지방 이서의 각지에서 “‡ホカシテ → ホカイテ”(捨てて)와 같이 サ행 5단동사의 イ음변화를 행하는 경우가 있다. 또, 서일본 각지에서 “‡セズテ → センデ → セイデ”(しないで)와 같이 부정의 조동사 “ぬ”의 연용형이 발음편, 게다가 イ음편화하는 경우가 있다.

### 촉음편
イ단의 음이 “ッ”음(막힌 음)에 변화하는 음편을 촉음화(促音便)라고 한다.
촉음편은 カ행, タ행, ラ행, ハ행의 음(다시말하면, “キ” “チ” “リ” 및 “ヒ”(현대의 “イ”))에 생기는 현상이며, 또 그 성질상, 어말에 위치하지 않으며, 후속의 음은 カ행, サ행, タ행, ハ행이여야 할 필요가 있다.
タ행, ラ행, ハ행의 5단동사(4단동사, ラ변동사)의 テ · タ형에 보인다.
또, カ행의 5단동사(4단동사)의 テ · タ형은 보통 イ음편화하는 것이지만, 예외적으로 “行く” 만은 촉음화의 형태를 취한다.
- 打ち-て→打って: ウチテ → ウッテ
- 言ひ-て→言って: イヒテ → イッテ
- 散り-て→散って: チリテ → チッテ
- あり-て→あって: アリテ → アッテ
- 行き-て→行って: イキテ → イッテ

ラ변동사의 예 “あって” “あった”에 유연한 것으로 형용동사의 과거표현 “高かった” 등의 형태는 “あり”에 유래하는 “カリ활용”에, 더욱 더 “タリ (< て-あり)”가 붙어서 촉음편화하고, 그 후 어미인 “リ”를 탈락시킨 것이다. 즉,  “タカカリタリ → タカカッタリ → タカカッタ”와 같은 변화를 지나고 있다고 간주된다.
또, “静かだった”와 같은 형용동사의 과거표현도 유례한다. 다만? 이들은 보다 시대가 흘러서 이후, “静かで＋あった” 혹은 “静か＋だった”와 같은 일종의 재구성을 지나고 있다.
그 이의 전형 예로 동사＋동사의 합성어 중에 보이는 것이 있다. 이 타입에서는 “シ”가 촉음화한 예도 보인다.
이 형태에서는 중세 이후에 생긴 비교적 새로운 것이 많다.
- 衝き-立てる→突っ立てる: ツキタテル → ツッタテル
- 掻き-攫ふ→かっさらう: カキサラフ → カッサラフ → カッサラウ
- とり-かへる→とっかえる: トリカヘル → トッカヘル
- 追ひ-払ふ→追っぱらう: オヒハラフ → オッパラフ → オッパラウ
- 差し-引く→さっ引く: サシヒク → サッピク

## 같이 보기
- 오카야마 방언 - 특징으로 음편화가 많다.